# 维维耶莱蒙塔涅
维维耶莱蒙塔涅（法語：Viviers-lès-Montagnes，法語發音：[vivje lɛ mɔ̃taɲ]）是法国奧克西塔尼大區塔恩省的一个市镇，属于卡斯特尔区。

## 地理
维维耶莱蒙塔涅（43°33'17"N, 2°10'35"E）面积17.91 平方千米，位于法国奧克西塔尼大區塔恩省，该省份为法国南部内陆省份，北起顺时针与阿韦龙省、埃罗省、奥德省、上加龙省和塔恩-加龙省接壤。
与维维耶莱蒙塔涅接壤的市镇（或旧市镇、城区）包括：索尔河畔康布内、纳韦斯、圣阿夫里克-莱蒙塔涅、萨伊斯、苏阿勒、韦尔达勒。

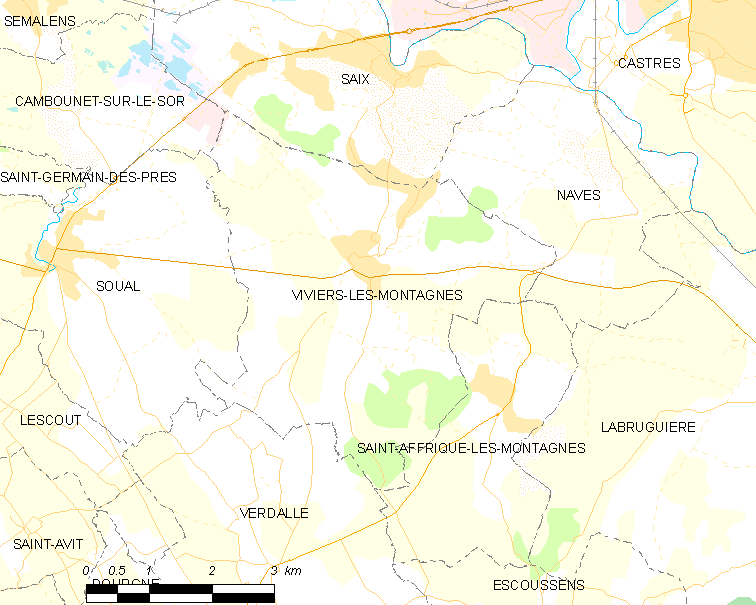
维维耶莱蒙塔涅的OSM定位图

维维耶莱蒙塔涅的时区为UTC+01:00、UTC+02:00（夏令时）。

## 行政
维维耶莱蒙塔涅的邮政编码为81290，INSEE市镇编码为81325。

## 政治
维维耶莱蒙塔涅所属的省级选区为勒帕斯泰勒县。

## 人口

1962-2008年间维维耶莱蒙塔涅人口变化图示

维维耶莱蒙塔涅于2022年1月1日时的人口数量为1992人。